# كلوبي (فليكا كلادوشا)
كلوبي (السيريلية : Клупе) هي قرية في البوسنة والهرسك. وهي تقع في بلدية فليكا كلادوشا التابعة لكانتون يونا-سانا في اتحاد البوسنة والهرسك. طبقا لنتائج التعداد السكاني للبوسنة عام 2013، فقد كان عدد سكانها 406 نسمة.

## التركيبة السكانية

### التطور التاريخي للسكان
| 1961 | 1971 | 1981 | 1991 | 2013 |
| ---- | ---- | ---- | ---- | ---- |
| 312  | 372  | 477  | 460  | 406  |

### توزيع السكان حسب الجنسية (1991)
حسب تعداد عام 1991، فإن جميع سكان القرية البالغ عددهم 460 نسمة كانوا من المسلمين (البوشناق).

## وصلات خارجية
- (بالإنجليزية) Maplandia